# Маунт Стерлинг (Кентаки)
Маунт Стерлинг (енгл. Mount Sterling) град је у америчкој савезној држави Кентаки.

## Демографија
По попису из 2010. године број становника је 6.895, што је 1.019 (17,3%) становника више него 2000. године.
| Група             | 2000.         | 2010.         |
| Белци             | 5.184 (88,2%) | 6.110 (88,6%) |
| Афроамериканци    | 513 (8,7%)    | 418 (6,1%)    |
| Азијати           | 11 (0,2%)     | 46 (0,7%)     |
| Хиспаноамериканци | 99 (1,7%)     | 230 (3,3%)    |
| Укупно            | 5.876         | 6.895         |